# Сава Мирков
Сава Милков Мирков е български военен лекар, опълченец-поборник, офицер, полковник. Един от основоположниците на военната медицина в България. Действителен член на Българското книжовно дружество.

## Биография
Сава Мирков е роден на 15 юни 1850 година в с. Беброво, Еленско. Завършва Духовната семинария в Киев (1871) и медицинския факултет на Московския университет (1876). Започва лекарска практика като Земски лекар в Орловската губерния (1876).
Участва като доброволец в Сръбско-турската война (1876). По време на Руско-турската война от 1877 – 1878 година е лекар на II Опълченска дружина от Българското опълчение. Организира и ръководи полеви военни болници в Габрово и Казанлък (1878).
След Освобождението е Софийски губернски военен лекар (1878), старши лекар и първи управител на Александровската болница, София (1879) и военен лекар на Западния отряд (1879 – 1882). По време на Сръбско-българската война (1885) е главен лекар на Българската армия (1882 – 1891). Съдейства за включването на България в международната организация Червен кръст. Член на Медицинския съвет. Редактор на сп. „Медицинска сбирка“ (1883 – 1884).
От 1898 година е действителен член на Българското книжовно дружество. Председател на Природо-математическия клон на БАН (1926 – 1927). Народен представител в XII ОНС (1902 – 1903). Член на Съюза на българските учени, писатели и художници.